# Тика, така, так
Тика, така, так је детективски роман Агате Кристи први пут објављен у Великој Британији од стране издавачке куће "Collins Crime Club" 31. октобра 1955. године и у САД-у од стране издавачке куће "Dodd, Mead and Company" у новембру исте године под називом Хикори Дикори Смрт. Британско издање продавало се за десет шилинга и шест пенија, а америчко по цени од 3 долара У роману се појављује белгијски детектив Херкул Поаро. Роман је познат по томе што у њему учествује делотворна Поароова тајница, госпођица Фелисити Лемон који се раније појављивала само у збиркама кратких прича о Поароу.
Радња романа смештена је у студентски дом. Од Поароа се прво тражи да истражи ситне крађе и скрнављења по дому, а он убрзо открива да је већину ових дела починила станарка Силија Остин. Онда је Силија убијена.

## Радња
Избијање наизглед клептоманије у студентском дому побуђује занимање Херкула Поароа када је угледао бизаран списак покрадених и оскрнављеих предмета. Међу њим су били стетоскоп, неке сијалице, неке старе фланеле панталоне, бомбоњера, исечени ранац, мало борног праха и дијамантски прстен који је касније пронађен у тањиру супе - настојници госпођи Хабард честитао је на „јединственом и лепом проблему“. Поароово решење ситних крађа је неупитно, али делотворно. Када је запретио да ће позвати полицију, Силија Остин је брзо признала мање ситне догађај. Она, међутим, пориче следеће: крађу зеленог мастила Најџела Чепмена и коришћење истог за упропашћавање дела Елизабет Џонсон, крађу стетоскопа, сијалица и борног праха и сечење и скривање ранца. Починила је мање крађе да би привукла пажњу колина Мекнаба, студента психологије који се тада верио са њом. Она је вратила покрадено и помирила се са својим жртвама. Важнији догђаји остају нерешени. Силија је следећег јутра пронађена мртва од превелике количине морфијума. Истражитељима није требало дуго да схвате да је њена смрт убиство.
Инспектор Шарп решава загонетку украденог стетоскопа током саслушања станара дома. Најџел Чепмен признаје да је украо стетоскоп да би се представио као лекар и украо мало морфијум тартрата из болничког диспанзера због опкладе око три отрова (преостала два су дигоксин и скополамин). Он тврди да је отворе мудро побацао, али није био сигуран да ли му је морфијум украден док је био у његовом поседу. Поаро скреће пажњу на поновну појаву дијамантског прстена и суочава се са Валери Хобхаус у чијој је супи прстен пронађен. Изгледа да је дијамант замењен цирконом и да је само Валери могла да га стави у тањир супе. Поаро је оптужује да је украла дијамант. Она признаје да је то учинила, рекавши да јој је новац био потребан да би исплатила коцкарске дугове. Такође признаје да је Силији Остин подметнула идеју крађе.
Госпођа Николетис се понаша врло живчано. Њу убија шљемчење. Поаро сада своју пажњу усредсређује на сечење ранца. Пажљивим проучавањем израде ранца, он препознаје необичан таласасту поруб и указује полицији да је ранац део међународне операције шверца. Ранци су продавани невиним студентима, а затим коришћени за пренос дроге и драгуља. Госпођа Николетис је финансирала организацију, али није она стајала иза тога. Када је полиција посетила Хикоријски друм због једне друге ствари, убица је исекао ранац како би избегао проналажење истог и уклонио сијалице да не би био виђен.
Патриша Лејн долази код најџела и признаје да је узела морфијум из боце у његовој фиоци и заменила га содом бикарбоном. Онда је боца соде бикарбоне узета из њене фиоке. Док трагају за овом боцом, она помиње да намерава да пише његовом оцу да се помире. Најџел јој говори да је разлог његовог отуђења од оца тај што је открио да је његов отац отровао његову мајку Мединалом, трговачким именом за натријум барбитон. Због тога је променио презиме и има два пасоша. Најџел одлази до инспектора Шарпа и говори му о несталом морфијуму, али док је он био тамо, Патриша га зове телефоном да би открила нешто даље. Док су Најџел и Шарп дошли до куће, она је пронађена мртва, убијена ударцем у главу. Акибомбо се обраћа Шарпу и говори му да је узео Патришину соду бикарбону како би ублажио желудачну киселину. Када је узео кашичицу бикарбоне, међутим, имао је болове у трбуху, а касније је открио да је бели прах уствари био борни прах. У време када је Патриша заменила бикарбону, морфијум је већ био замењен украденим борним прахом. Поароове сумње у вези са улогом Валери Хобхаусе у шверцу доказале су се тачном полицијском рацијом у њеном салону лепоте.
Убица је Најџел Чепмен за кога се знало да има морфијум. Убио је Силију јер је знала за његов двоструки лик и такође знала да је Валери путовала у иностранство са лажним пасошем. Убио је госпођу Николетис јер би она под притиском сигурно одала операцију шверца, а Патришу јер је вероватно скренула пажњу његовог оца на недавне догађаје и јер је била на ивици да му напише писмо у нади да га измири са сином пре његове смрти. Кад је Поаро заступнику Најџеловог оца изложио случај против Најџела, заступник му је пружио коначан доказ. Најџелову мајку је отровао не његов отац, већ Најџел. Када је отац ово открио (мединал је отров који споро делује, а мајка је рекла мужу), приморао га је да напише признање и оставио га свом заступнику заједно са писмом у којем је објаснио да га треба предати органима реда у случају било каквих даљих Најџелових недела. Валери је позвала полицију, а не Патриша, да да покриће Најџелу који је Патришу већ убио. Зелено мастило било је двоструки блеф намењен одвраћању сумње од њега. Валери је била спремна да у потпуности оптужи Најџела јер јој је госпођа Николетис заправо била мајка.

## Ликови
- Херкул Поаро, белгијски детектив
- Инспектор Шарп, истражни орган
- Госпођица Фелисити Лемон, Поароова тајница
- Госпођа Кристина николетис, полу-Гркиња, дипсоманка, власница студентског дома на Хикориском друму
- Госпођа Хабард, сестра госпођице Лемон и настојница на хикоријском друму
- Џорџ, Поароов собар
- Ахмед Али, студент из Египта са пребивалиштем на Хикориском друму
- Акибомбо, студент из Западне Африке са пребивалиштем на Хикориском друму
- Силија Остин, становница са пуним радним временом на Хикориском друму, хемичарка у диспанзеру у болници Света Катарина.
- Леонард "Лен" Бејтсон, студент са пребивалиштем на Хикориском друму, студира медицину и хирургију
- Најџел Чепмен, студент са пребивалиштем на Хикориском друму, има диплому из бронзаног доба и средњовековне повести, као и италијанског језик и студира на Универзитету у Лондону
- Сали Финч, студенткиња из Америке са пребивалиштем на Хикориском друму у оквиру Фулбрајтовог програма, усавршена за поезију
- Рене Хејл, студенткиња из Француске са пребивалиштем на Хикориском друму, студира енглеску књижевност
- Валери Хобхаусе, становница на Хикориском друму са пуним радним временом као сувласница салона лепоте "Сабрина"
- Елизабет Сонџон, студенткиња из Јамајке која живи на Хикориском друму и студира правне науке
- Чандра Лал, студенткиња из Индије са пребивалиштем на Хикориском друм која студира политичке науке
- Патриша Лејн, студенткиња са пребивалиштем на Хикориском друму са дипломом из археологије
- Женевјев Марисо, студенткиња из Француске са пребивалиштем на Хикориском друму која студира енглеску књижевност
- Колин Мекнаб, студент са пребивалиштем на Хикориском друму, на постдипломским студијама психологије
- Гопал Рам, студент из Индије са пребивалиштем на Хикориском друму који студира политичке науке
- Џин Томлинсон, становница на Хикориском друму која ради пуно радно време и бави се физикалном терапијом у болници Света Катарина
- Марија, италијанка и куварица на Хикориском друму
- Џеронимо, Маријин супруг, такође кувар

## Објашњење за наслов романа
Наслов је преузет, као и наслови других романа Кристијеве, из дечје песмице Хикори Дикори Док. Ово је ипак једна од њених најслабијих веза са изворном дечјом песмицом јер је коришћена мало више за назив улице.

## Књижевни значај и пријем
Приказ Филипа Џона Стида у часопису Књижевно време 23. децембра 1955. године започео: „Поароов повратак у срећна ловишта детективске фантастике представља нешто као догађај. Позван је да разреши загонетку низа очигледно обичних крађа у студентском дому, али се убрзо налази у ортаклуку са полицијом истражујући убиство. Госпођа Кристи брзо успоставља своју омиљену атмосферу вештом мешавином ведрине и неизвесности." Након резимирања заплета, закључио је: "Количина несташлука у дому намеће одређени притисак на стрпљење читаоца као и на Поароову домишљатост. Ауторка је била мало превише либерална према лажним траговима. Ипак, скице ликова су добре као и увек, а упркос претерано разрађеној природи слагалице, има пуно забаве."
Роберт Барнард: „Значајан пад мерила у овој причи средином педесетих. Изузетно савршен пролаз кроз ритам: рима нема значење у причи; завера (дрога која се шверцује у увезеним ранцима) је мало вероватна у крајности, а покушај да се прошири распон врсте ликова (Африканаца, Индијаца, ученика Фројда итд.) далеко је од успеха. Дневник Евелин Вог бележи да је „добро почео“, али се погоршао „трећину пута до завршнице“ - пресуда која је, необично за њега, погрешила на страни доброчинства."

## Помињања и алудирања

### Помињање других дела
Када студенти покушавају да сместе Херкулу Поароу током четвртог поглавља, један од њих помиње случај који се десио у књизи Смрт госпође Мекгинти (1952). Када Поаро да студентима одржи предавање о својим случајевима у истом поглављу, он препричава причу о Немејски лав објављену у оквиру књиге у Херкулови задаци (1947). У петом поглављу, Поаро се сећа "егзотичне раскоши ... чак и у пропадању" грофице Вере Росаков, што је приметио тек у причи Керберово заточеништво, такође из књиге Херкулови задаци. У двадесет првом поглављу, Поаро посећује заступника господина Ендикота како би потврдио своје сумње око Најџела Чепмена. Ендикот говори Поароу, "... дубоко сам вам дужан. Разјаснили сте ми ону гадну ствар са Абернетијевима". Ово се односи на догађаје из књиге После сахране (1953), мада је катализатор Поароове непосредне умешаности у догађаје из књиге После сахране био заступник који се презива Ентвисл, а не Ендикот.

### Помњање стварних повесних, земљописних и научних догађаја
У једанаестом поглављу, Елизабет Џонсон говори о антикомунистичким „ловима у мутном“ у Америци. Израз је први пут употребљен у свом метафоричном смислу 1938. године, али његова специфична веза са макартизмом датира од првог извођења драме Артура Милера Окрутно саслушање 1953. године. То указује да је радња романа постављена највише две године пре његовог објављивања.

## Прилагођавања

### Екранизација

#### Британска
Британска екранизација емитована је 1995. године у оквиру серије Поаро. У њој је Дејвид Сачет играо Поароа. Појавили су се и Филип Џексон као инспектор Џап, Паулин Моран као госпођица Лемон; Демијан Луис као Леонард Бејтсон, Сара Бадел као госпођа Хабард, Елинор Мористон у улози Валери Хобхаусе и Џонатан Фирт у улози Најџела Чепмена. Као и у остатку епизода, радња је померена у прошлост из раздобља после Другог светског рата изворног романа Кристијеве у 30-те. Због тога је настао анахронизам: Студенткиња из Америке Сали Финч је рекла да је на Фулбрајтовој стипендији, али Фулбрајтов програм је основан тек после Другог светског рата.
Ова екранизација се разликује од романа Кристијеве по томе што је инспектор Шарп замењен епизодним ликом инспектора Џапа, а изостављени су бројни студенти из романа међу којима су Акибомбо, Елизабет Џонсон и Чандра Лал, студенти који нису ни Енглези ни Американци. Остали делови измењени у екранизацији су лажни траг са зеленим мастилом, промена побуде за убиство Силије Остин, украден је само један отров, а особа која га је узела је Мекнаб, кријумчарени су само дијаманти, створен је нови лик царинског и акцизног службеника Џона Кастермана који води тајну операцију и избачено је сродство Валери и госпође Николетис.

#### Француска
Роман је такође екранизован као епизода француске телевизијске серије Мала убиства Агате Кристи 2015. године.